# Classification des biens en droit civil français
En droit français, la notion juridique de bien n'est pas définie dans le Code civil. Néanmoins certains juristes s'aventurent à dire qu'un bien est, d'une manière générale, une chose, prise dans son sens juridique, peut-être avec moins d'extension que celle-ci. Tout ce qui n'est pas une personne est une chose. Les biens sont les choses appréhendées par le droit qui peuvent devenir la propriété d'une personne. Le terme issu du latin beo — rendre heureux — renseigne pour les jurisconsultes du moins, que « les biens contribuent au bonheur de la vie ».
En ce sens :
- sont des choses mais non des biens : le soleil, la lune, l'eau de mer, l'air, etc. (régies notamment par l'article 714 du Code civil[3].) ;
- sont des choses et des biens : une maison, un terrain, une somme d'argent, un droit d'auteur, etc.

L'avant-projet de réforme de droit des biens de l'Association Henri Capitant des amis de la culture juridique française apporte des précisions utiles. Outre les choses corporelles, il indique que sont des biens les choses incorporelles ainsi que les droits réels et personnels (article 520 de l'avant-projet).
Les biens font l'objet de classifications diverses dans le but de déterminer leur régime juridique applicable.
Le droit québécois utilise le même régime de classification des biens que le droit français.

## La classification principale: meubles ou immeubles
Tous les biens sont soit immeubles soit meubles : article 516 du code civil.

### Critères de distinction

#### Les biens immeubles
Il existe trois catégories d'immeubles :
Les immeubles par nature
Ils se caractérisent par leur immobilité. Ainsi, sont par exemple immeubles par nature, les fonds de terre et les bâtiments (article 518 du Code civil).
Un meuble incorporé à un immeuble est aussi considéré comme un immeuble par nature.
Les immeubles par destination
Il y a deux types d'immeubles par destination.
En premier lieu, les meubles que le propriétaire a attachés pour le service de l'exploitation d'un fonds sont des immeubles par destination. Le Code civil donne comme exemple les animaux attachés à la culture (voir art. 524 du Code civil).
En second lieu, les meubles attachés à perpétuelle demeure par le propriétaire sont des immeubles par destination (voir art. 525 du Code civil).
Les immeubles par l'objet auquel ils s'appliquent
L'article 526 du Code civil cite l'usufruit des choses immobilières, les servitudes ou services fonciers, les actions qui tendent à revendiquer un immeuble.

#### Les biens meubles
Il existe trois catégories de meubles :
Les meubles par nature.
Un bien qui peut se mouvoir par lui-même, ou qui peut être changé de place par l'effet d'une force étrangère, est un meuble par nature.
Les meubles par anticipation.
Il s'agit d'une catégorie d'origine jurisprudentielle.
Les meubles par anticipation sont des immeubles qui sont considérés comme étant des meubles par anticipation, en vue de leur état prochain. L'exemple typique est celui de la récolte sur pieds : la vente de ces récoltes est considérée par les tribunaux comme étant une vente de biens meubles, car c'est en réalité la récolte détachée du sol qui est l'objet du contrat de vente (CA Montpellier, 23 juin 1927).
Les meubles par détermination de la loi.
L'article 529 du Code civil nous donne des exemples de meubles par détermination de la loi : les obligations et actions qui ont pour objet des sommes exigibles ou des effets mobiliers.

### Intérêts de la distinction
Les intérêts de la distinction sont nombreux. On en citera les plus importants : 
- La construction, l'administration et la vente d'un immeuble ont toujours un caractère civil et jamais commercial; De ce fait, les sociétés immobilières sont civiles, les juridictions compétentes sont les tribunaux civils ou administratifs, jamais les tribunaux de commerce.
- Le lieu du tribunal compétent en cas de litige sur un bien est différent suivant la nature immobilière ou mobilière d'un bien. Ainsi, si le litige porte sur un immeuble, le tribunal compétent sera celui du lieu de l'immeuble. Au contraire, si le litige porte sur un meuble, le tribunal compétent sera celui du domicile du défendeur.
- L'aliénation volontaire d'un bien immobilier fait l'objet de formalités légales qui doivent être accomplies par un officier ministériel (notaire): acte authentique, enregistrement, publicité légale. La vente d'un meuble peut au contraire se faire sans formalités, d'où l'article 2276 du Code civil qui dispose que « en matière de meuble, possession vaut titre. »
- Les règles et les formalités de saisie d'un immeuble sont aussi plus officielles et plus complexes que pour un bien meuble.
- La rescision pour lésion est possible en cas de vente d'un immeuble (Art 1674 du Code civil).

## Les classifications secondaires
Un bien immeuble ou meuble peut être aussi consomptible ou non consomptible ; fongible ou corps certain.

### Biens fongibles (choses de genre) ou corps certains

#### Critère de distinction
Le bien fongible, ou chose de genre, est un bien (marchandises ou matières) que l'on ne peut pas individualiser. Ils sont désignés dans un contrat par leur espèce (riz), et par leur quantité (1 tonne).
Dès lors la Cour de cassation considère que les médicaments, individualisés par leur emballage, ne sont pas des choses fongibles.
Le corps certain est un bien non fongible.
Les biens fongibles peuvent être restitués en même quantité et en même nature sans que l'on demande qu'ils soient exactement ceux que l'on avait mis en dépôt par exemple: lorsque l'on dépose de l'argent à la banque on ne demande pas que cette dernière nous restitue les billets déposés, mais seulement la somme équivalente au dépôt.
Le bien fongible a des équivalences (exemple de la pomme qui est un bien fongible). Le corps certain, lui, est unique (exemple du tableau de maître).

#### Intérêt de la distinction
Là aussi, l'intérêt se situe notamment au niveau de la restitution ou du paiement.
Ainsi, si une personne a emprunté une certaine quantité de riz (chose fongible), elle peut restituer une chose du même genre de même quantité.

### Biens consomptibles ou non consomptibles

#### Critère de distinction
Les biens dits consomptibles sont ceux qui se détruisent par leur premier usage ou par un usage répété. En fait, il faut que toute utilisation du bien procède à sa destruction, partielle ou totale.
Par exemple, un stylo à bille ou la cartouche d'encre d'un stylo plume.

##### Remarques
Un bien consomptible n'est pas nécessairement un bien fongible :
- un bien consomptible peut être un corps certain. ex. : une fusée.
- un bien non consomptible peut être une chose de genre. ex. : une chaise.

La consomptibilité est une caractéristique physique d'une chose. Dans certaines mesures la monnaie peut être considérée comme un bien consomptible. Si elle n'est pas détruite matériellement par l'usage qu'on en fait, elle est consommée juridiquement, c'est-à-dire aliénée ; c'est ainsi que l'argent est un bien consomptible.

#### Intérêt de la distinction
Les biens consomptibles ne peuvent pas être l'objet d'un contrat de concession de jouissance. En effet, le bien prêté sera consommé et voué à disparaître par sa destruction.
En revanche, il est possible d'envisager ce type de convention dans la mesure où le bien consomptible est fongible, c'est-à-dire que le droit personnel d'obligation de restitution du bien du récepteur pourra s'exercer par la remise d'un autre bien en relation d'inter-échangeabilité avec le bien d'origine.

### Biens dans le commerce ou hors commerce
Le bien dans le commerce est un bien qui peut être vendu, loué ou acheté, par opposition au bien hors commerce pour lequel toute convention vénale serait considérée comme nulle.
Parmi les biens hors du commerce on peut citer les qualités de l'état civil (nom, nationalité, citoyenneté...), le témoignage, et plus généralement toutes les causes illicites qui, selon les termes de l'article 6 du Code civil, rendent les conventions nulles de plein droit parce qu'elles sont contraires aux bonnes mœurs (par exemple vente de corps humain, de personnes humaines ou de faveurs sexuelles) ou à l'ordre public (par exemple l'achat par un condamné d'un remplaçant pour subir une peine criminelle à sa place).